# Хабалов, Сергей Семёнович
Серге́й Семёнович Хаба́лов (21 апреля [3 мая] 1858 — 1924) — русский генерал-лейтенант. Участник Русско-турецкой войны (1877—1878). Начальник Московского (1903―1905) и Павловского (1905―1914) военных училищ, автор ряда учебных пособий. Командующий войсками Петроградского военного округа (1916—1917).

## Биография

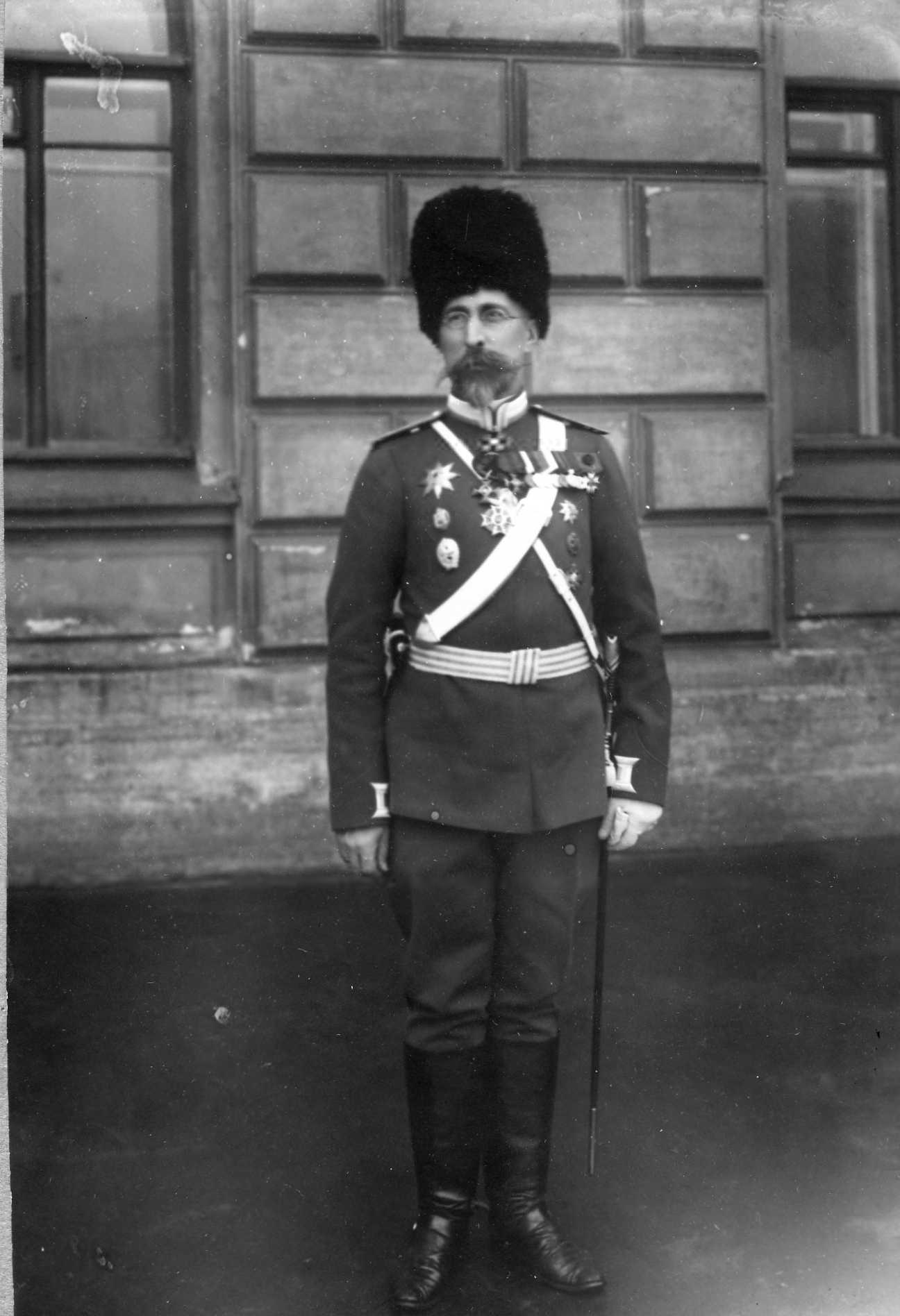
С. С. Хабалов.

Выпускник Михайловского артиллерийского училища. Выпущен сотником (ст. 16.04.1878) в Терскую конно-артиллерийскую № 1 батарею. Участник русско-турецкой войны 1877—1878. Позже служил в 20-й артиллерийской бригаде. Переименован в поручики (ст. 20.12.1879).
В 1886 году окончил Николаевскую академию Генерального штаба по первому разряду. Штабс-капитан (ст. 21.03.1886). Состоял при Петербургском ВО. С 25 ноября 1886 — старший адъютант штаба 1-й гвардейской пехотной дивизии. Капитан (ст. 24.04.1888). С 21 мая 1890 года состоял для поручений при штабе Гвардейского корпуса.
Цензовое командование ротой отбывал в лейб-гвардии Егерском полку (17.10.1890—18.10.1891). Подполковник (ст. 06.12.1894). С 16 июня 1895 — штаб-офицер для особых поручений при штабе Гвардейского корпуса. Полковник (ст. 06.12.1898).
Прикомандирован к Павловскому военному училищу для преподавания военных наук (21.03.1900—22.03.1901). Цензовое командование батальоном отбывал в 3-м Финляндском стрелковом полку (18.05.—14.09.1900). C 22 марта 1901 — инспектор классов Николаевского кавалерийского училища. С 1903 по 1905 годы — начальник Московского военного училища, с 1905 по 1914 годы — начальник Павловского военного училища.
В 1914—1916 годах — военный губернатор Уральской области и наказной атаман Уральского казачьего войска.
13 июня 1916 года был отозван в столицу и назначен главным начальником Петроградского военного округа. 24 февраля 1917 года командующему войсками Петроградского военного округа генерал-лейтенанту С. С. Хабалову была передана вся полнота власти в столице.
Во время Февральских событий был арестован и заключён в Петропавловскую крепость. Допрашивался Чрезвычайной следственной комиссией Временного правительства. Освобождён в октябре 1917 года, после Октябрьской революции уволен со службы с мундиром и пенсией.
В 1919 году уехал на Юг России. 1 марта 1920 года эвакуировался из Новороссийска в Салоники.

## Награды
Отечественные
- Орден Святого Станислава 3-й ст. (1883)
- Орден Святой Анны 3-й ст. (1887)
- Орден Святого Станислава 2-й ст. (1890)
- Орден Святой Анны 2-й ст. (1893)
- Орден Святого Владимира 4-й ст. (1895)
- Орден Святого Владимира 3-й ст. (1901)
- Орден Святого Станислава 1-й ст. (1906)
- Орден Святой Анны 1-й ст. (11.08.1910)
- Орден Святого Владимира 2-й ст. (1914)
- Орден Белого орла (1916)

Иностранные
- Орден Почётного легиона 4-й ст. (разр. 12.10.1897, Франция)
- командорский крест ордена Короны Румынии (15.02.189, Румыния)
- Орден Священного Сокровища 1-й степени (разр. 03.06.1914, Япония)